# ويليام دو (خبير مالي)
ويليام دو هو خبير مالي كندي، ولد في 27 مارس 1800 في اسكتلندا في المملكة المتحدة، وتوفي في 7 ديسمبر 1868 في مونتريال في كندا.